# Eleições estaduais em Goiás em 1990
As eleições estaduais em Goiás em 1990 ocorreram em 3 de outubro como parte das eleições gerais no Distrito Federal e em 26 estados brasileiros. Foram eleitos o governador Iris Rezende, o vice-governador Maguito Vilela, o senador Onofre Quinan, 17 deputados federais e 41 estaduais numa disputa encerrada logo no primeiro turno.
Passados quatro anos os goianos assistiram a um novo choque entre a liderança de Iris Rezende e antigos aliados deste no PMDB e cuja candidatura sofreu o desfalque interno do governador Henrique Santillo, que mesmo filiado ao partido negou apoio a Iris Rezende alegando desavenças políticas e como se não bastasse a criação do PDC por dissidentes peemedebistas em 1986, este ano um outro grupo deixou a legenda para apoiar a candidatura de Iram Saraiva. Apesar desse cenário, o PMDB garantiu a permanência no Palácio das Esmeraldas com percentuais semelhantes aos da eleição anterior.
Nascido em Cristianópolis, o governador Iris Rezende é advogado formado pela Universidade Federal de Goiás em 1960 e iniciou sua carreira política no PTB ao eleger-se vereador de Goiânia em 1958 sendo escolhido presidente da Câmara Municipal. Filiado depois ao PSD foi eleito deputado estadual em 1962 e era presidente da Assembleia Legislativa quando houve a cassação do governador Mauro Borges pelo Regime Militar de 1964. Eleito prefeito de Goiânia em 1965, Iris Rezende foi cassado pelo Ato Institucional Número Cinco em 1969. Decretada a Lei da Anistia pelo presidente João Figueiredo ele voltou à política como governador de Goiás pelo PMDB em 1982, mandato do qual se afastou para assumir o Ministério da Agricultura a convite do presidente José Sarney.
Na eleição para senador a vitória foi do empresário Onofre Quinan, político nascido em Vianópolis e cuja biografia aponta sua eleição como vice-governador na chapa de Iris Rezende em 1982 sendo efetivado após a renúncia do titular em 1986.

## Resultado da eleição para governador
Segundo o Tribunal Regional Eleitoral de Goiás foram apurados 1.578.246 votos nominais (84,20%), 107.068 votos em branco (5,71%) e 189.205 votos nulos (10,09%), resultando no comparecimento de 1.874.519 eleitores.
| Candidatos a governador do estado | Candidatos a vice-governador | Número | Coligação                                                                   | Votação | Percentual |
| --------------------------------- | ---------------------------- | ------ | --------------------------------------------------------------------------- | ------- | ---------- |
| Iris Rezende PMDB                 | Maguito Vilela PMDB          | 15     | Mutirão e Progresso (PMDB, PL, PCB, PTR)                                    | 889.927 | 56,39%     |
| Paulo Roberto Cunha PDC           | Jales Fontoura PDC           | 17     | Coligação Acorda Goiás (PDC, PDS, PFL, PTB, PRN, PRP, PSC, PSD, PST, PTdoB) | 537.111 | 34,03%     |
| Valdi Camarcio PT                 | Raimunda Montelo Gomes PT    | 13     | PT, PSB                                                                     | 88.836  | 5,63%      |
| Iram Saraiva PDT                  | Elias Rassi Neto PDT         | 12     | Coligação Popular (PDT, PSDB, PCdoB, PMN, PSL)                              | 62.372  | 3,95%      |
| Fontes:                           |                              |        |                                                                             |         |            |

## Resultado da eleição para senador
Segundo o Tribunal Regional Eleitoral de Goiás foram apurados 1.394.000 votos nominais (74,36%), 317.849 votos em branco (16,96%) e 162.670 votos nulos (8,68%), resultando no comparecimento de 1.874.519 eleitores.
| Candidatos a senador da República | Candidatos a suplente de senador      | Número | Coligação                                                                   | Votação | Percentual |
| --------------------------------- | ------------------------------------- | ------ | --------------------------------------------------------------------------- | ------- | ---------- |
| Onofre Quinan PMDB                | José Saad PMDB José Batista Neto PMDB | 151    | Mutirão e Progresso (PMDB, PL, PCB, PTR)                                    | 633.086 | 45,42%     |
| Pedro Canedo PDC                  | -                                     | 171    | Coligação Acorda Goiás (PDC, PDS, PFL, PTB, PRN, PRP, PSC, PSD, PST, PTdoB) | 621.080 | 44,55%     |
| Athos Pereira da Silva PT         | -                                     | 131    | PT, PSB                                                                     | 101.828 | 7,30%      |
| Mauro Campos Neto PDT             | -                                     | 121    | Coligação Popular (PDT, PSDB, PCdoB, PMN, PSL)                              | 38.006  | 2,73%      |
| Fontes:                           |                                       |        |                                                                             |         |            |

## Deputados federais eleitos
São relacionados os candidatos eleitos com informações complementares da Câmara dos Deputados.

Representação eleita
  PMDB: 10
  PDC: 4
  PSD: 1
  PDS: 1
  PRN: 1

Fonteː
| Número | Deputados federais eleitos | Partido | Votação | Percentual | Cidade onde nasceu | Unidade federativa |
| 4111   | Ronaldo Caiado             | PSD     | 98.256  |            | Anápolis           | Goiás              |
| 1521   | Lúcia Vânia                | PMDB    | 67.978  |            | Cumari             | Goiás              |
| 1515   | Pedrinho Abrão             | PMDB    | 49.017  |            | Goiânia            | Goiás              |
| 1110   | Maria Valadão              | PDS     | 44.810  |            | Anicuns            | Goiás              |
| 1518   | Antônio Faleiros           | PMDB    | 39.764  |            | Estrela do Sul     | Minas Gerais       |
| 1504   | Mauro Miranda              | PMDB    | 35.925  |            | Uberaba            | Minas Gerais       |
| 1541   | Haley Margon               | PMDB    | 32.456  |            | Catalão            | Goiás              |
| 1705   | Roberto Balestra           | PDC     | 30.919  |            | Inhumas            | Goiás              |
| 1701   | Paulo Mandarino            | PDC     | 30.047  |            | Niterói            | Rio de Janeiro     |
| 3636   | José Gomes da Rocha        | PRN     | 28.118  |            | Itumbiara          | Goiás              |
| 1706   | Osório Santa Cruz          | PDC     | 25.745  |            | Rio Verde          | Goiás              |
| 1522   | Naphtali Alves de Souza    | PMDB    | 24.526  |            | Morrinhos          | Goiás              |
| 1530   | João Natal                 | PMDB    | 23.713  |            | Macaúbas           | Bahia              |
| 1702   | Mauro Borges               | PDC     | 22.988  |            | Rio Verde          | Goiás              |
| 1507   | Lázaro Barbosa             | PMDB    | 22.459  |            | Orizona            | Goiás              |
| 1534   | Virmondes Cruvinel         | PMDB    | 22.386  |            | Hidrolândia        | Goiás              |
| 1510   | Délio Braz                 | PMDB    | 19.495  |            | Luziânia           | Goiás              |

## Deputados estaduais eleitos
Estavam em jogo 41 vagas na Assembleia Legislativa de Goiás.

Representação eleita
  PMDB: 16
  PDC: 6
  PSDB: 4
  PRN: 3
  PT: 3
  PDT: 2
  PDS: 2
  PL: 2
  PCdoB: 1
  PSD: 1
  PFL: 1

Fonteː
| Número | Deputados estaduais eleitos      | Partido | Votação | Percentual | Cidade onde nasceu     | Unidade federativa |
| 12190  | Sandes Júnior                    | PDT     | 18.194  |            | Porto Nacional         | Tocantins          |
| 15169  | Rubens Cosac                     | PMDB    | 18.177  |            | Ipameri                | Goiás              |
| 15194  | Waldemir Guimarães               | PMDB    | 17.856  |            | Tiros                  | Minas Gerais       |
| 15110  | Jossivani de Oliveira            | PMDB    | 16.388  |            | Goiânia                | Goiás              |
| 15101  | Mario de Castro Filho            | PMDB    | 15.269  |            | Formosa                | Goiás              |
| 15116  | Joaquim Tomaz de Aquino          | PMDB    | 14.585  |            | Uberlândia             | Minas Gerais       |
| 15134  | Marconi Perillo                  | PMDB    | 14.553  |            | Goiânia                | Goiás              |
| 65200  | Denise Aparecida Carvalho        | PCdoB   | 14.340  |            | São Paulo              | São Paulo          |
| 15189  | Iron Jaime do Nascimento         | PMDB    | 13.359  |            | Rio Verde              | Goiás              |
| 15187  | Sodino Vieira de Carvalho        | PMDB    | 12.491  |            | Goiatuba               | Goiás              |
| 15141  | Jose Essado Neto                 | PMDB    | 12.359  |            | Inhumas                | Goiás              |
| 15175  | José Antônio da Silva Sobrinho   | PMDB    | 12.060  |            | Comendador Gomes       | Minas Gerais       |
| 15119  | Sandro Mabel                     | PMDB    | 12.037  |            | Ribeirão Preto         | São Paulo          |
| 15186  | Romilton Moraes                  | PMDB    | 11.857  |            | Goiânia                | Goiás              |
| 15111  | Sólon Batista Amaral             | PMDB    | 11.745  |            | Goiânia                | Goiás              |
| 36108  | João Teles de Menezes            | PRN     | 11.275  |            | Felixlândia            | Minas Gerais       |
| 15106  | Carlos Hassel Mendes da Silva    | PMDB    | 10.987  |            | Ceres                  | Goiás              |
| 17125  | Sandoval Moreira Mariano         | PDC     | 10.584  |            | Goiânia                | Goiás              |
| 11120  | Vanderval Lima Ferreira          | PDS     | 9.753   |            | Rio Verde              | Goiás              |
| 15108  | Josias Gonzaga Cardoso           | PMDB    | 9.642   |            | Buenolândia            | Goiás              |
| 15151  | Agenor Rezende                   | PMDB    | 9.153   |            | Coxim                  | Mato Grosso do Sul |
| 41133  | Wagner Donizeti Villela          | PSD     | 9.065   |            | São José do Rio Preto  | São Paulo          |
| 17121  | Saburo Hayasaki                  | PDC     | 8.903   |            | Ituverava              | São Paulo          |
| 36104  | Orcino Gonçalves da Silva        | PRN     | 8.875   |            | Frutal                 | Minas Gerais       |
| 17115  | Nerivaldo Costa                  | PDC     | 8.577   |            | Quirinópolis           | Goiás              |
| 17103  | Isaac Antônio de Moraes Portilho | PDC     | 8.484   |            | Rio Verde              | Goiás              |
| 17102  | Alcides Rodrigues                | PDC     | 8.315   |            | Santa Helena de Goiás  | Goiás              |
| 45140  | Jovair Arantes                   | PSDB    | 8.299   |            | Buriti Alegre          | Goiás              |
| 12111  | Amarildo Alves de Oliveira       | PDT     | 8.266   |            | Indianópolis           | Minas Gerais       |
| 45155  | Edivaldo Augusto Borges          | PSDB    | 8.208   |            | Poxoréu                | Mato Grosso        |
| 25115  | Ézio Gomes                       | PFL     | 8.027   |            | Cachoeira de Goiás     | Goiás              |
| 36135  | Vanda Lúcia Dias Melo            | PRN     | 7.836   |            | Taubaté                | São Paulo          |
| 11113  | Wolney Martins de Araújo         | PDS     | 7.624   |            | Catalão                | Goiás              |
| 13231  | Athos Magno Costa e Silva        | PT      | 7.495   |            | Piracanjuba            | Goiás              |
| 13213  | Darci Accorsi                    | PT      | 7.357   |            | Nova Prata             | Rio Grande do Sul  |
| 17120  | Ayr Nasser                       | PDC     | 7.244   |            | Caiapônia              | Goiás              |
| 45125  | Kleber Branquinho Adorno         | PSDB    | 6.988   |            | Goiânia                | Goiás              |
| 45104  | Warner Carlos Prestes            | PSDB    | 6.940   |            | Goiânia                | Goiás              |
| 13190  | Osmar de Lima Magalhães          | PT      | 5.345   |            | Uruana                 | Goiás              |
| 22101  | Álvaro Peixoto de Oliveira       | PL      | 5.270   |            | Itapaci                | Goiás              |
| 22222  | Cleovan Siqueira Amorin          | PL      | 4.944   |            | São Miguel do Araguaia | Goiás              |